# 寶石寵物 Sunshine
《寶石寵物 Sunshine》，為東京電視台製作，劇情則設定為人類與寶石寵物共同居住在寶石樂園。

## 簡介
製作局和放送時間表、寶石寵物的基本設定及設計是以魔法學校為舞台而構成的。是《寶石寵物 Twinkle☆》的後作，但是，故事中的舞台背景設定與前作並沒有關連，是以獨立和不同的世界觀組成。
第1、2系列每集在30分鐘內都是1個故事，本作大部分是30分鐘2個故事。

## 登場角色

### 寶石寵物

#### 3年梅班
露比（Ruby）
配音員：日本：齋藤彩夏／香港：何璐怡
室友：日向 → 水城花音
白兔，和陶魯是青梅竹馬的好朋友，是陶魯的前女朋友
喜歡吃紅蘿蔔和布甸
喜歡御影，但和御影有對戒
在48話中拒絕陶魯的表白
在52話中以「我的夢想是要成為御影同學的新娘」的話向御影表白
奈娜（Labra）
配音員：日本：澤城美雪／香港：劉惠雲
室友：安祖娜
語尾是「love」。
北極熊，愛睡在安祖娜的背上。
不喜歡被人當作嬰兒，露比、貝莉朵、佳娜德和莎菲曾把她當作嬰兒，所以她把她們變成嬰兒，日向和花音唯有照顧她們。不過她後來更把御影也變成嬰兒，花音卻因要替他換尿片等事而感到尷尬，幸好她最後也用魔法把大家變回原狀。
於五年後成為魔法師。
安祖娜（エンジェラ、Angela）
配音員：日本：豐崎愛生／香港：程文意→成瑤孆
室友：奈娜
羊駝，語尾是「paca」，討厭別人破壞自己的毛。
佳娜德（ガーネット、Garent）
配音員：日本：平野綾／香港：林元春、成瑤孆（代配）
室友：莎菲
波斯貓，夢想是成為像貓咪茱莉娜女王一樣漂亮的明星，同時也擅長相聲。
海豚老師對於拉爾德的事很好奇，很想知道拉爾德為何要被禁止接觸，她說拉爾德會令人迷失於光明於黑暗的迷宮之中。
於五年後成為知名的明星。
莎菲（Sapphie）
配音員：日本：佐佐木望／香港：朱妙蘭
室友：佳娜德
小獵犬，嗜好是進行研究，對宇宙很感興趣，夢想是當太空人，經常與螺子川一起做實驗。
對生活中的小事覺得很有研究價值。
曾覺得在海豚老師背後推著水箱的人很奇怪，於是深入調查，給她發現了海豚老師有一點可疑，卻被海豚老師用「海豚飛踢」把調查的事完全忘記了。原來她以前也曾經多次對那些人起疑惑之心，卻每次都突然失憶。大家都以為她很善忘。
於五年後成為了太空人。
貝莉朵（ペリドット、Peridot）
配音員：日本：甲斐田幸／香港：余欣沛
室友：日向
蝴蝶犬， 和日向是室友。興趣拍照和做運動，起初覺得溜冰是一件很簡單的運動，但被莫納特教練訓話後便改變了自己對待溜冰的態度。
日向曾因與她相處不來而很煩惱，後來她說出心底話，她們開始互相了解，與日向相處得很好。
五年後成為了溜冰教練
查洛特（チャロット、Charotte）
配音員：日本：MAKO／香港：黃淑芬
室友：楓
蜜蜂，喜歡香取。
積斯巴（ジャスパー、Jasper）
配音員：日本：KENN／香港：周倚天
室友：御影和真砂（一時同房）
豹，經常與御影不和，喜歡吃咖喱。
與真砂是好朋友，很合拍。
吉塔那（チターナ、Titana）
配音員：日本：江里夏／香港：謝潔貞、林丹鳳（代配）
松鼠，很喜歡吃向日葵種子，但牠說花音比向日葵種子更加重要。
歐帕露（オパール、Opal）
配音員：日本：澤城美雪／香港：曾佩儀
梅班的副班長，喜歡加斯帕。
獨角獸，很容易哭，當沮喪時會在牆壁上寫出一個「の（No）」字樣。
拉爾德（ラルド、Rald）
配音員：日本：土屋真由美／香港：朱妙蘭
貓熊，每個人都很喜歡撫摸牠的毛，卻因此被學校的同學禁止按觸。

#### 3年玫瑰班
珊瑚（Sango）
配音員：日本：清水愛／香港：曾秀清
室友：小町
珊瑚coral
虎斑貓，喜歡吃甜品。
（Diana）
配音員：日本：宍戶留美／香港：黃淑芬
鑽石diamond貴族黑貓，迪安的女朋友。
露娜（Luna）
配音員：日本：宍戶留美／香港：張頌欣
月光石，荷蘭朱兔
米爾姬（ミルキィ、Milky）
配音員：日本：內海慶子／香港：成瑤孆
乳白水晶，吉娃娃
凱特（Chite）
配音員：日本：澤城美雪／香港：雷碧娜
孔雀石，小狗
奈弗萊（ネフライト、Nephrite）
配音員：日本：尾崎惠／香港：林丹鳳
碧玉
伊歐（Io）
配音員：日本：佐佐木望／香港：陳琴雲
蓳青石
陶魯（Tour）
配音員：日本：竹內順子／香港：林丹鳳
與露比是青梅竹馬的好朋友。
電器石
第24話正式登場
喜歡露比並自稱自己是露比的男朋友
自己幸福來自露比的笑容
暑假在西班牙留學回來
陶魯一直希望可以給露比幸福，所以在48話中向露比表白，但被露比拒絕。最後把自己的結他當作給露比的餞別禮，再到西班牙旅行。
在52話再回到sunshine學園幫助露比打敗黑朱女王。
迪安（Dian）
配音員：日本：福山潤／香港：黃啟昌
著名偶像歌手。佳娜德的前度男朋友，後與佳娜德分手，並與戴安娜復合。(第25話)

#### 其他寶石寵物
克里斯（クリス、Kris）
配音員：日本：金田晶／香港：許盈
大王（King）
配音員：日本：木內秀信／香港：袁淑珍
亞歷克（アレク、Alex）
配音員：日本：五十嵐裕美／香港：朱妙蘭
布朗尼（ブラウニー、Brownie）
配音員：日本：波田野由衣／香港：黃玉娟
塔塔（Tata）
配音員：日本：竹內順子／香港：謝潔貞、林丹鳳（代配）
小玲（Rin）
配音員：日本：早川真由／香港：陳琴雲
亞古亞（アクア、Aqua）
配音員：日本：岡野浩介／香港：蔡惠萍
雅美莉（アメリ、Amelie）
配音員：日本：悠木碧／香港：張頌欣
朵芭斯（トパーズ、Topaz）
配音員：日本：金田晶／香港：黃淑芬
普蕾斯（プレーズ、Prase）
配音員：日本：岩村愛子／香港：程文意→詹健兒
凱雅（Kaiya）
配音員：日本：酒井香奈子／香港：沈小蘭
尼克（Nix）
配音員：日本：井口祐一／香港：林丹鳳
尤克（Yuku）
配音員：日本：吉田仁美／香港：魏惠娥
芙蘿拉（フローラ、Flora）
配音員：日本：金田晶／香港：陳琴雲

### 人物

#### 3年梅班
水城花音（Mizushiro Kanon）
配音員：日本：松嵜麗／香港：羅杏芝
室友：露比
外表很時尚，有時會作一點惡作劇，內心卻是一個平凡的少女。
於第45至46集御影和花音得知自己兩人是有血緣關係的兄妹，雖然她與御影的戀情已經結束，但他們現在比以前更親密，因為他們是兄妹
於五年後成為寶石學園1年梅班的老師。
淺香日向（Asaka Hinata）
配音員：日本：豐崎愛生／香港：陳皓宜
室友：露比 → 貝莉朵
日向和貝莉朵是室友。興趣是閱讀，不擅長運動。曾因與貝莉朵相處不來而很煩惱，後來貝莉朵說出心底話，她們開始互相了解，與貝莉朵相處得很好。
每天早上被貝莉朵去跑步，運動細胞接近0。
每次運動考試，貝莉朵都用她半瓶醋的魔法幫她，最後搞得一團糟。
於五年後成為消防員。
藍澤晶子（Aizawa Shiyouko）
配音員：日本：澤城美雪／香港：林芷筠
自稱不良少女，與查洛特和鱷山是好朋友，喜歡老闆。
表面上性格男仔頭，會在穿校裙內著上單車褲，其實內心女性化，喜歡毛茸茸和可愛的東西，曾經迷戀過拉爾德。口中經常含著糖果。
直接稱呼海豚老師做「海豚」。
喜歡草莓咖啡聽的店長
她升上高中時，一直被視為不良學生，被孤立，她和查洛特於當時是不良學生頭領的鱷山要欺負查洛特時認識，最後打敗了鱷山，查洛特和鱷山以她為首，成為不良學生集團的成員。
於五年後成功在摩托車比賽勝出，成為世界第一。
白石御影（Shiraishi Mikage）
配音員：日本：田丸篤志、佐佐木望（幼年時）／香港：李凱傑、曾秀清（幼年時）
室友：真砂、積斯巴（因積斯巴的住室破壞而同住數天）
露比和花音都喜歡的一級酷帥哥。性格很和善。與真砂是朋友。
在花音的情信事件中，他知道露比用了魔法令大家不知這寫情信的人是誰，他扶起在樹上掉下來的露比，對露比改觀和說再見。從此，露比便喜歡他了。
在體育室中答應花音跟她交往。
在暗黑寶石力量下產生另一個身份：M-gake
最初喜歡花音，可是因為是兄妹所以是禁斷戀愛。
很在意陶魯向露比表白的事。後來喜歡露比，事實上，他小時候就認識了露比，雖然從那時起他就對她產生了感情，但他從未意識到這一點，但當他看到陶魯向露比表白時他才意識到。
於第52集，茱莉娜女王答應實現他的其中一個願望，於是他說想變成寶石寵物，想和露比在一起，茱莉娜女王便把他變成寶石寵物古拉萊特，並於5年後和露比重逢。
黑田真砂（Kuroda Masago）
配音員：日本：淺利遼太／香港：周良鴻
室友：御影、積斯巴（同上）
與御影是好友，是個會為了同學而輕舉妄動的人。經常擔任節目主持，曾擔任搞笑大賽和海豚格林披治大賽的主持。
喜歡佳娜德。
於五年後成為知名導演。
海豚老師（Iruka Sensei）
配音員：日本：岩崎征實／香港：陳卓智
熱血得令人無奈的粉紅色的海豚，經常會說一些沒人會笑的笑話，性格上令人覺得很煩厭。單身。
大家都稱牠為「海豚老師」，只有晶子直接稱呼牠做「海豚」。
對於拉爾德的事很好奇，很想知道拉爾德為何要被禁止接觸，牠問過梅班的學生，佳娜德說會拉爾德會令人迷失於光明於黑暗的迷宮之中，神秘人（花音）提及晶子曾經迷戀過拉爾德。後來牠知道拉爾德的皮毛實在太柔軟，人也可愛，令其他同學都喜歡接觸他，為免做成混亂，所以學校才下了禁令。
早乙女小町（Saotome Komachi）
配音員：日本：平野綾／香港：魏惠娥→詹健兒
室友：珊瑚
花音的朋友。特徵為下垂瀏海到外眼角的波浪式華麗髮型。夢想開甜品店。
菊池楓（Kikuchi Kaede）
配音員：日本：清水愛／香港：曾秀清、成瑤孆（代配）
室友：查洛特
花音的朋友。特徵為雙馬尾髮型。
三原純子（Mihara Junko）
配音員：日本：MAKO／香港：陳琴雲
是學生新聞部部長。戴眼鏡。
根本古娜娜（Nemoto Kurara）
配音員：日本：佐佐木望／香港：黃玉娟
很陰沉的女生，但內裡其實是個很希望使用魔法變身成魔法少女的女孩。每個星期日她都會獨自玩角色扮演（Cosplay）。在第十二話通過安祖娜吸收一些寶石寵物的魔力，變身成為真正的魔法少女。
必殺技：Pila kalling  KuraraFinalFlash生活安全Cryspower
八木沼
配音員：日本：上田燿司／香港：張錦江
是一頭山羊。
在花音的情信事件中，露比用魔法解開牠的綑綁，讓牠吃掉花音的情信。
與螺子川一起幫助莎菲做實驗，制作一支寶石火箭，但總吃掉一些很重要的東西。
鱷山（Waniyama）
配音員：日本：淺利遼太／香港：伍博民→關令翹
是一頭鱷魚。與自己喜歡的人說話時，便會稱自己為「鱷魚仔」。
因覺得露比很可愛而不斷跟蹤露比，上課也注視露比，並寫情信給露比，還很想吃掉露比。
曾是不良學生頭領，曾欺負查洛特，晶子和查洛特打敗了牠，查洛特和牠以晶子為首，成為不良學生集團的成員。
螺子川（Nejikawa）
配音員：日本：福山潤／香港：胡家豪
是一個機械人。喜歡莎菲。
與八木沼一起幫助莎菲做實驗，制作一支寶石火箭。夢想是坐火箭去一個可以賜一個人類身體給自己的星球，可以變得像御影一樣的帥氣的男生。它在班上漸漸被人忽略，不知何時開始變得像八木沼一樣沒人會留意自己。
香取
是一隻蚊子。查洛特的戀愛對象。
錦織猿之助
配音員：日本：上田燿司／香港：古明華→蕭徽勇
是學級委員長。是一隻猿人。戴眼鏡。
路德維希
配音員：日本：奧村翔
全名是「路德維希・奧古斯塔・威廉明尼馬古斯希利安」。
第十四代武者小路篤胤
配音員：日本：KENN／香港：梁偉德
日下草香飛鳥明日香薫子
配音員：日本：佐藤美由希／香港：吳羨婷
瑪利・安東華利度（Marie Antoinette）
配音員：日本：逢澤由理香／香港：凌晞
全名是「瑪麗・安東華利度・約瑟・祖妮・杜・羅妮奴・杜利殊（Marie Antoinette Josepha Jeanne De Lorraine Dorish）」。
祖其姆祖其姆
配音員：日本：寺島淳太
全名是「祖其姆祖其姆 維洛斯利基力 佳查利斯伊基洛 斯以高馬斯 フウライマツ クウネルトコロニスムトコロ パイポパイポノ シューリンガンノ チョウキュウメイノ チョウスケ」。

#### 3年玫瑰班
姬爾歌莉亞老師（Jill・Konia Sensei）
配音員：日本：甲斐田雪／香港：梁少霞
在第1話登場，因她的出現，海豚老師對她一見鍾情。
在海豚格林披治大賽中，由於全場的焦點都放在晶子和海豚老師身上，沒注意到其實還有第三個人，她為了拍這場比賽，亦騎了電單車，最終意外地勝出了。
在52話與海豚老師結婚。

#### 甜品寵物
櫻桃（Sakuran）
配音員：日本：日高里菜／香港：張頌欣

#### 角色的家人
花音的爸爸（Kanon's Papa）
配音員：日本：堀內賢雄／香港：陳永信
花音的媽媽（Kanon's Mama）
配音員：日本：久川綾／香港：謝潔貞
日向的爸爸（Hinata's Papa）
日向的媽媽（Hinata's Mama）
配音員：日本：甲斐田幸／香港：黃玉娟
御影的父親（Mikage's Papa）
配音員：日本：西凜太朗／香港：葉振聲
御影的母親（Mikage's Mama）
配音員：日本：三浦綾乃／香港：謝潔貞→黃玉娟

#### 其他人物
龍校長（Doragonuchiyou）
配音員：日本：上田燿司／香港：張錦江→黃子敬
Sunshine學園的校長。顧名思義是一隻龍，外形巨大但性格溫厚。
茱莉娜女王
配音員：日本：皆口裕子／香港：朱妙蘭
寶石樂園的女王。
副校長
配音員：日本：上田燿司／香港：張錦江
宿舍大嬸
配音員：日本：澤城美雪／香港：伍秀霞
真正身份是茱莉娜女王用魔法變身成的。
老闆（Master）
配音員：日本：上田燿司／香港：譚炳文→陳曙光
草苺咖啡店的老闆。
讓佳娜德在他的店內工作。
莫納特
配音員：日本：咲野俊介／香港：梁偉德
是世界著名花式溜冰選手，後來當了貝莉朵的教練。
莉莉和弗蘭克
配音員：日本：岩崎征實（莉莉）、上田燿司（弗蘭克）／香港：張方正（莉莉）、張錦江（弗蘭克）
龜男
配音員：日本：田丸篤志／香港：曹啟謙
長得和御影很像。喜歡富嘉艾迪。
富嘉艾迪
配音員：日本：工藤晴香／香港：曾佩儀
喜歡龜男。
鮋魚追博士
配音員：日本：杉田智和／香港：周良鴻
名字是鮋魚追田鬱藏，以前是海豚老師的學生。
貓咪茱莉娜
配音員：香港：朱妙蘭
佳娜德崇拜的偶像明星。
天使（Angel）
在茱莉娜女王身邊出現外表像妖精的天使。

## 工作人員
- 原作：三麗鷗、Sega Toys
- 監督：稻垣隆行
- 系列構成：柿原優子
- 角色設定：藤田麻理子、宮川知子
- 美術監督：横段真由美
- 美術設計：湖山真奈美
- 色彩設計：津守裕子
- 攝影監督：鎌田克明、五十嵐慎一
- 編輯：中葉由美子、村井秀明
- 音響監督：岩浪美和
- 音樂：濱口史郎
- 音樂制作：日本古倫美亞、イマジン
- 生產者：奈良初男、可知秀幸、大野亮介
- 動畫生產者：關山晃弘
- 動畫製作：STUDIO COMET
- 製作：東京電視台、MediaNet、We've

## 主題曲
片頭曲「GO! GO! サンシャイン」（GO！GO！Sunshine）
作詞、作曲 - 岩崎貴文／編曲 - 龜山耕一郎／歌 - 五條真由美
片尾曲「イマドキ乙女」（戀愛中的少女）
作詞 - 森由里子／作曲 - 浦田尚克／編曲 - 新井理生／歌 - 增山加彌乃、望月美壽

## 各話標題
| 話數   | 日文標題                     | 香港標題                 | 劇本                | 分鏡                | 演出                     | 作畫監督                     | 香港放送日    |
| ------ | ---------------------------- | ------------------------ | ------------------- | ------------------- | ------------------------ | ---------------------------- | ------------- |
| 第1話  |                              | 海豚老師終於到了Yeah！   | 柿原優子            | 稻垣隆行            | 福井俊介 遠藤晉          | 永作友克 一川孝久            | 2012年 7月4日 |
| 第1話  | 找到一封情信Yeah！           |                          | 柿原優子            | 稻垣隆行            | 福井俊介 遠藤晉          | 永作友克 一川孝久            | 2012年 7月4日 |
| 第2話  |                              | 奈娜和安祖娜Yeah！       | 江夏由結            | 平田智浩            | 安藤健                   | 菅野智之 飯田清貴            | 7月10日       |
| 第2話  | 日向與貝莉朵Yeah！           |                          | 江夏由結            | 平田智浩            | 安藤健                   | 菅野智之 飯田清貴            | 7月10日       |
| 第3話  |                              | 佳娜德加油Yeah！         | 金杉弘子            | 大久保政雄 川崎逸朗 | 佐藤和磨                 | 福士真由美 本田辰雄 福地和浩 | 7月11日       |
| 第3話  | 誰對我…Yeah！                |                          | 金杉弘子            | 大久保政雄 川崎逸朗 | 佐藤和磨                 | 福士真由美 本田辰雄 福地和浩 | 7月11日       |
| 第4話  |                              | 莎菲的秘密Yeah！         | 山口宏              | 小寺勝之            | 徐惠真                   | 相坂ナオキ 金城美保          | 7月17日       |
| 第5話  |                              | 海豚格林披治大賽Yeah！   | 柿原優子            | 石踊宏              | 石踊宏                   | 松本勝次 川島尚              | 7月18日       |
| 第5話  | 再見了梅班Yeah！             |                          | 柿原優子            | 石踊宏              | 石踊宏                   | 松本勝次 川島尚              | 7月18日       |
| 第6話  |                              | 露比炮制的曲奇Yeah！     | 江夏由結 山口宏     | 川崎逸朗            | 森脇真琴                 | 野田康行                     | 7月24日       |
| 第6話  | 被禁止接觸的拉爾德同學Yeah！ |                          | 江夏由結 山口宏     | 川崎逸朗            | 森脇真琴                 | 野田康行                     | 7月24日       |
| 第7話  |                              | 寶石寵物感謝日Yeah！     | 金杉弘子            | 宮崎なぎさ          | 關野圭一                 | 一川孝久                     | 7月25日       |
| 第8話  |                              | 查洛特的戀愛物語Yeah！   | 江夏由結 山口宏     | 平田智浩            | 遠藤晉                   | 能條理行 德田悅郎            | 7月31日       |
| 第8話  | 喜歡咖喱的積斯巴Yeah！       |                          | 江夏由結 山口宏     | 平田智浩            | 遠藤晉                   | 能條理行 德田悅郎            | 7月31日       |
| 第9話  |                              | 在人間界Yeah！           | 柿原優子            | 大久保政雄          | 安藤健                   | 菅野智之 飯田清貴            | 8月1日        |
| 第10話 |                              | 草苺咖啡店Yeah！         | 金杉弘子            | 小寺勝之            | 渡邊健一郎               | 君塚勝則                     | 8月7日        |
| 第10話 | 要做獨家報導！Yeah！         |                          | 金杉弘子            | 小寺勝之            | 渡邊健一郎               | 君塚勝則                     | 8月7日        |
| 第11話 |                              | 歡迎你茱莉娜女王Yeah！   | 江夏由結            | 川崎逸朗            | 徐惠真                   | 野道佳代 織岐一寬            | 8月8日        |
| 第11話 | 班長與歐帕露Yeah！           |                          | 江夏由結            | 川崎逸朗            | 徐惠真                   | 野道佳代 織岐一寬            | 8月8日        |
| 第12話 |                              | 滿身污泥Yeah！           | 山口宏              | 石踊宏              | 石踊宏                   | 松本勝次 川島尚              | 8月14日       |
| 第12話 | 恐怖的黑色魔法Yeah！         |                          | 山口宏              | 石踊宏              | 石踊宏                   | 松本勝次 川島尚              | 8月14日       |
| 第13話 |                              | 商量大家的前途Yeah！     | 柿原優子            | 小寺勝之            | 安藤健                   | 一川孝久                     | 8月15日       |
| 第14話 |                              | 興奮的煙花Yeah！         | 江夏由結            | 森脇真琴            | 森脇真琴                 | 野田康行                     | 8月21日       |
| 第14話 | Paca Paca Paca Yeah！        |                          | 江夏由結            | 森脇真琴            | 森脇真琴                 | 野田康行                     | 8月21日       |
| 第15話 |                              | 吉塔那的男兒之道Yeah！   | 金杉弘子            | 宮崎なぎさ          | 佐藤和麿                 | 熊膳貴志 飯田清貴            | 8月22日       |
| 第15話 | 膽量測試Yeah！               |                          | 金杉弘子            | 宮崎なぎさ          | 佐藤和麿                 | 熊膳貴志 飯田清貴            | 8月22日       |
| 第16話 |                              | 露比與莎菲Yeah！         | 山口宏              | 平田智浩            | 秦義人                   | 小海雄司                     | 8月28日       |
| 第16話 | 怪盜露比Yeah！               |                          | 山口宏              | 平田智浩            | 秦義人                   | 小海雄司                     | 8月28日       |
| 第17話 |                              | 孤島上的求生？Yeah！     | 早坂律子            | 大久保政雄          | 安藤健                   | 菅野智之 吉本拓二            | 8月29日       |
| 第18話 |                              | 龍宮樂園Yeah！           | 杉原研二            | 川崎逸朗            | 高林久彌                 | 金城美保 野道佳代            | 9月4日        |
| 第19話 |                              | 海盜的寶藏Yeah！         | 柿原優子 中村浩二郎 | 小寺勝之            | 伊藤利明                 | 空流邊廣子                   | 9月5日        |
| 第20話 |                              | 夏天與戀愛與冒險Yeah！   | 柿原優子            | 石踊宏              | 石踊宏                   | 松本勝次 川島尚 水上ろんど   | 9月11日       |
| 第21話 |                              | 三周半跳躍Yeah！         | 金杉弘子            | 平田智浩            | 森脇真琴                 | 一川孝久                     | 9月12日       |
| 第21話 | 暑期作業危機Yeah！           |                          | 金杉弘子            | 平田智浩            | 森脇真琴                 | 一川孝久                     | 9月12日       |
| 第22話 |                              | 晶子與老闆Yeah！         | 江夏由結            | 小寺勝之            | 秦義人                   | 野田康行                     | 9月18日       |
| 第22話 | 佳娜德與真砂Yeah！           |                          | 江夏由結            | 小寺勝之            | 秦義人                   | 野田康行                     | 9月18日       |
| 第23話 |                              | 好厲害的那個東西Yeah！   | 山口宏              | 宮崎なぎさ          | 政木伸一                 | 熊膳貴志                     | 9月19日       |
| 第23話 | 秘密的單獨相處Yeah！         |                          | 山口宏              | 宮崎なぎさ          | 政木伸一                 | 熊膳貴志                     | 9月19日       |
| 第24話 |                              | 我・是！陶魯Yeah！       | 早坂律子            | 大久保政雄 稻垣隆行 | 荻原露光 稻垣隆行 三澤伸 | 野田康行                     | 9月25日       |
| 第24話 | 八木沼同學Yeah！             |                          | 早坂律子            | 大久保政雄 稻垣隆行 | 荻原露光 稻垣隆行 三澤伸 | 野田康行                     | 9月25日       |
| 第25話 |                              | 在雨中唱歌的話Yeah！     | 杉原研二            | 平田智浩            | 安藤健                   | 菅野智之 吉本拓二            | 9月26日       |
| 第26話 |                              | 戀愛壓力大爆發Yeah！     | 柿原優子            | 川崎逸朗            | 徐惠真                   | 櫻井正明 杉藤さゆり          | 10月3日       |
| 第26話 | 初次聯誼Yeah！               |                          | 柿原優子            | 川崎逸朗            | 徐惠真                   | 櫻井正明 杉藤さゆり          | 10月3日       |
| 第27話 |                              | 是體育祭！Yeah！         | 金杉弘子            | 石踊宏              | 石踊宏                   | 川島尚 松本勝次              | 10月9日       |
| 第28話 |                              | 一起去約會Yeah！         | 山口宏              | 小寺勝之            | 遠藤晉                   | 空流邊廣子                   | 10月10日      |
| 第28話 | 女生訴心事Yeah！             |                          | 山口宏              | 小寺勝之            | 遠藤晉                   | 空流邊廣子                   | 10月10日      |
| 第29話 |                              | 玉子燒是不良食物Yeah！   | 早坂律子            | 大久保政雄          | 森脇真琴                 | 原由美子                     | 10月16日      |
| 第29話 | 露比變成了花音Yeah！前篇     |                          | 早坂律子            | 大久保政雄          | 森脇真琴                 | 原由美子                     | 10月16日      |
| 第30話 |                              | 看呀就在後面啦Yeah！     | 江夏由結            | 宮崎なぎさ          | 政木伸一                 | 熊膳貴志                     | 10月17日      |
| 第30話 | 露比變成了花音Yeah！後篇     |                          | 江夏由結            | 宮崎なぎさ          | 政木伸一                 | 熊膳貴志                     | 10月17日      |
| 第31話 |                              | 夢幻的寶石麵包Yeah！     | 杉原研二            | 平田智浩            | 伊藤利明                 | 高橋敦子 野田康行            | 10月23日      |
| 第31話 | 薔薇的M-魅影Yeah！前篇       |                          | 杉原研二            | 平田智浩            | 伊藤利明                 | 高橋敦子 野田康行            | 10月23日      |
| 第32話 |                              | 梅班嬰兒Yeah！           | 清水惠              | 小寺勝之            | 安藤健                   | 菅野智之 吉本拓二            | 10月24日      |
| 第32話 | 薔薇的M-魅影Yeah！後篇       |                          | 清水惠              | 小寺勝之            | 安藤健                   | 菅野智之 吉本拓二            | 10月24日      |
| 第33話 |                              | 失控！寶石跑鞋Yeah！     | 山口宏              | 川崎逸朗            | 徐惠真                   | 杉藤さゆり 金城美保          | 10月30日      |
| 第33話 | 芙蘿拉的牧場Yeah！           |                          | 山口宏              | 川崎逸朗            | 徐惠真                   | 杉藤さゆり 金城美保          | 10月30日      |
| 第34話 |                              | 歌舞劇！Yeah！           | 金杉弘子            | 稻垣隆行            | 秦義人                   | 一川孝久 飯田清貴            | 10月31日      |
| 第35話 |                              | 陶魯的秘密Yeah！         | 柿原優子            | 石踊宏              | 石踊宏                   | 松本勝次 川島尚              | 11月6日       |
| 第35話 | 再見了花音Yeah！前篇         |                          | 柿原優子            | 石踊宏              | 石踊宏                   | 松本勝次 川島尚              | 11月6日       |
| 第36話 |                              | Jugemupet 唏！           | 早坂律子            | 森脇真琴            | 森脇真琴                 | 空流邊廣子                   | 11月7日       |
| 第36話 | 再見了花音Yeah！後篇         |                          | 早坂律子            | 森脇真琴            | 森脇真琴                 | 空流邊廣子                   | 11月7日       |
| 第37話 |                              | 過去與未來的一年Yeah！   | 清水惠              | 小寺勝之            | 政木伸一                 | Kim Seong-Il                 | 11月13日      |
| 第38話 |                              | 我是甜品寵物Yeah！       | 杉原研二            | 宮崎なぎさ          | 荻原露光                 | 鶴田愛                       | 11月14日      |
| 第38話 | 聖夜的祈禱Yeah！             |                          | 杉原研二            | 宮崎なぎさ          | 荻原露光                 | 鶴田愛                       | 11月14日      |
| 第39話 |                              | 荒野的兩個人Yeah！       | 江夏由結            | 三澤伸              | 川久保圭史               | 菅野智之 吉本拓二            | 11月20日      |
| 第40話 |                              | 大家都凍僵了Yeah！       | 金杉弘子            | 小寺勝之            | 徐恵真                   | 杉藤さゆり 金城美保 野道佳代 | 11月21日      |
| 第41話 |                              | 奈娜的試練Yeah！         | 柿原優子            | 川崎逸朗            | 山口曉生                 | 一川孝久                     | 11月27日      |
| 第41話 | 神秘的御影同學Yeah！         |                          | 柿原優子            | 川崎逸朗            | 山口曉生                 | 一川孝久                     | 11月27日      |
| 第42話 |                              | 風之安祖娜Yeah！         | 早坂律子            | 石踊宏              | 三澤伸                   | 松本勝次 川島尚              | 11月28日      |
| 第43話 |                              | 日向的夢想Yeah！         | 山口宏              | 大久保政雄          | 秦義人                   | 空流邊廣子                   | 12月4日       |
| 第44話 |                              | 明星的誕生Yeah！         | 江夏由結            | 平田智浩            | 伊藤利明                 | 野田康行                     | 12月5日       |
| 第45話 |                              | 是情人節啊！Yeah！       | 清水惠              | 小寺勝之            | 荻原露光                 | 鶴田愛                       | 12月11日      |
| 第46話 |                              | 被禁止的戀愛Yeah！       | 杉原研二            | 宮崎なぎさ          | 安藤健                   | 菅野智之 吉本拓二            | 12月12日      |
| 第47話 |                              | 向星星許願…Yeah！        | 山口宏              | 三澤伸              | 徐惠真                   | 筆坂明規 金城美保 野道佳代   | 12月18日      |
| 第48話 |                              | 一起製作畢業冊啦Yeah！   | 早坂律子            | 小寺勝之            | 山口曉生                 | 一川孝久 吉本拓二            | 12月19日      |
| 第49話 |                              | 叫我黑暗茱女王吧！Yeah！ | 金杉弘子            | 小寺勝之            | 石踊宏                   | 松本勝次 川島尚              | 12月25日      |
| 第50話 |                              | Dark Jewel大戰Yeah！     | 金杉弘子            | 宮崎なぎさ          | 安藤健                   | 空流邊廣子                   | 12月26日      |
| 第51話 |                              | 露比的戒指Yeah！         | 柿原優子            | 喜多谷充            | 荻原露光                 | 野田康行                     | 2013年 1月1日 |
| 第52話 |                              | 是畢業禮呀！Yeah！       | 柿原優子            | 稻垣隆行            | 徐惠真                   | 藤田真理子 鶴田愛            | 1月2日        |

## 外部連結
- （日語）東京電視台《寶石寵物 Sunshine》 （页面存档备份，存于）